# Ashur-etil-ilani
Ashur-etil-ilani var kung i det assyriska riket 631 - 627 f.Kr.. Han efterträdde sin far Ashurbanipal.